# Le Bon Patron
Le Bon Patron è un cortometraggio muto del 1910 diretto da Camille de Morlhon.

## Produzione
Il film fu prodotto dalla Pathé Frères.

## Distribuzione
Distribuito dalla Pathé Frères, uscì nelle sale cinematografiche francesi nel 1910. Negli Stati Uniti, la Pathé lo fece uscire il 4 aprile 1910. In lingua inglese, era conosciuto o come The Kind-Hearted Employer o come The Good Boss.